# Adolfo Grosso
Adolfo Grosso (* 17. Dezember 1927 in Povegliano; † 28. Juli 1980 in Vigasio) war ein italienischer Radrennfahrer.

## Sportliche Laufbahn
Grosso war im Straßenradsport aktiv. Als Amateur gewann er 1948 das Rennen Astico Brenta und die Coppa Caivano sowie Milan–Reggio d’Émilie 1949. Im Giro delle Dolomiti gewann er 1948 eine Etappe. Von Oktober 1949 bis 1957 war er Berufsfahrer. Er gewann die Trofeo Baracchi 1949, Mailand–Turin 1950, den Giro del Veneto 1951 und 1954, den Giro di Campania 1953. Etappensiege gelangen ihm in der Argentinien-Rundfahrt 1952, in der Katalonien-Rundfahrt 1952 und 1953, im Giro d’Italia 1954 und in der Tour de Romandie 1956. 
Zweiter wurde Grosso in der Katalonien-Rundfahrt 1952 hinter Miguel Poblet, im Giro dell’Emilia 1956 hinter Bruno Monti. Den Giro d’Italia bestritt er siebenmal. 1950 wurde er 63., 1951 48., 1952 41., 1954 22., 1955 42. 1953 und 1956 beendete er die Rundfahrt nicht. In der Tour de France 1953 war er ausgeschieden.
In den Rennen der Monumente des Radsports war der 5. Platz in der Lombardei-Rundfahrt 1952 sein bestes Resultat. Er starb an den Folgen eines Verkehrsunfalls, nachdem ihn ein Lastwagen angefahren hatte.